# Dennis Rader
Pour les articles homonymes, voir Dennis, Rader et BTK.
Dennis Rader, né le 9 mars 1945 à Pittsburg (Kansas), est un tueur en série américain communément appelé BTK ou BTK Strangler, sigle de Bind, Torture, Kill (en français : Ligoter, Torturer, Tuer), surnom qu'il s'était lui-même attribué lors de ses rapports avec la presse et la police pour désigner son modus operandi. Il est l'auteur reconnu de dix meurtres, tous commis dans les environs de Wichita (Kansas) entre 1974 et 1991.
En proie à des fantasmes sadiques violents dès son enfance, qu'il tente d'abord de canaliser en torturant des animaux tel que des chats, Rader est un tueur méticuleux et organisé qui épie ses victimes pendant de longues semaines avant de passer à l'acte, remplissant des carnets de croquis détaillés, de notes et d'intentions macabres. La plupart des meurtres sont commis en plein jour : le tueur ligote soigneusement ses victimes, les torture jusqu'à l'étouffement puis finit par les étrangler. Dans certains cas, il a aussi utilisé une arme à feu ou un couteau. Pour satisfaire ses pulsions sadiques et perverses, il prend des photos des scènes de crime et emporte des objets personnels de ses victimes, avec lesquels il se met parfois en scène ultérieurement. Dennis Rader entretient, dès ses premiers crimes, des relations épistolaires avec la police et la presse, démontrant chez lui un trouble de la personnalité narcissique et un besoin manifeste de célébrité. 
Père de famille ordinaire et citoyen intégré à sa communauté, il échappe à toute suspicion pendant plus de trente ans. Finalement confondu et arrêté en 2005, Dennis Rader est condamné à dix peines d'emprisonnement à perpétuité, qu'il purge actuellement dans la prison de haute sécurité d'El Dorado. La couverture médiatique de l'affaire assure au tueur en série une notoriété internationale. Depuis son arrestation, son histoire a été largement adaptée au cinéma, à la télévision, en littérature et a fait l'objet de nombreuses enquêtes de journalistes ou documentaires.

## Biographie

### Enfance et jeunes années

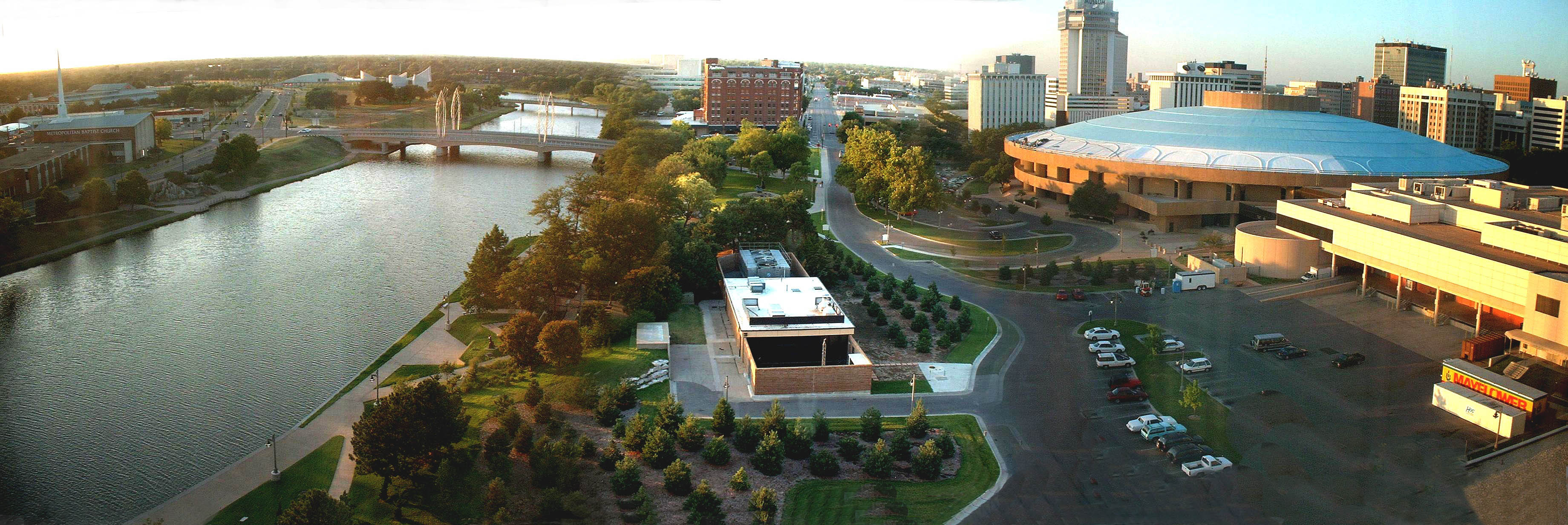
Dennis Rader grandit dans la banlieue de Wichita, la plus grande ville du Kansas, où il commettra plus tard tous ses meurtres.

Dennis Lynn Rader est né le 9 mars 1945 à Pittsburg, dans l'État du Kansas, au sein d'une famille modeste. Son père, William Elvin Rader (1922-1996), est un ancien militaire devenu employé d'une centrale électrique, et sa mère, Dorothea Mae Cook (1925-2007), est comptable dans une épicerie. Il est le premier enfant d'une fratrie qui compte trois autres garçons : Paul (1947), Bill (1949) et Jeff (1955). Mariés en avril 1943, les parents de Dennis forment un couple profondément religieux, attaché aux valeurs traditionnelles et à l'Église luthérienne locale, où tous leurs enfants sont baptisés,.
Les premières années de la vie de Dennis Rader se déroulent à Park City, petite banlieue résidentielle de Wichita où s'installe la famille juste après sa naissance. Les témoignages, recueillis des années plus tard, décrivent un petit garçon sensible, intelligent et discret, adepte de la pêche et du canoë-kayak sur l'Arkansas, vivant au milieu d'une famille aimante et unie, parfaitement intégrée à la communauté. Cette enfance ordinaire questionne les spécialistes des tueurs en série. Dans la majorité des cas, le futur serial killer est un enfant violenté, abusé ou traumatisé par un cadre familial chaotique, souvent témoin désarmé et impuissant de parents alcooliques ou drogués, autant de phénomènes qui accroissent, chez les individus les plus sensibles, de profonds désirs de solitude et de rejet des normes de la société. Aucun problème au sein de la structure familiale enfantine de Dennis Rader ne semble pouvoir expliquer ses déviances ultérieures.
Toutefois, Rader présente, dès l'enfance, les signes d'un comportement anormal, caractéristique du développement individuel de nombreux criminels : l'existence d'une vie fantasmatique, dont l'émergence est difficile à dater. Le petit garçon s'invente très tôt un ami imaginaire, qu'il baptise « Rex », d'abord partenaire et confident intime puis double maléfique, que le tueur qualifiera plus tard de démon. Aucun de ses frères ne semble, à cette époque, être au courant de l'existence d'un tel alter ego. En revanche, ils surprennent un jour leur aîné en train de dessiner des femmes nues, bâillonnées et attachées. Réalisés à l'âge de huit ou neuf ans, ces dessins reproduisent très probablement les photographies d'un magazine de faits divers sur lequel Dennis avait pu observer des femmes dans différentes positions de bondage. Il semble avéré que la mise en scène de la douleur lui procure un plaisir précoce, qu'il expérimente lors de séjours réguliers dans la ferme de ses grands-parents où il est fasciné par la mise à mort des poulets. 
À l'adolescence, ses premières victimes sont d'ailleurs des animaux : l'agonie d'un chat, peut-être tué par accident, lui fait prendre conscience du plaisir qu'il ressent à contrôler la vie ou la mort d'un être. Pour satisfaire ces pulsions dominatrices, Dennis capture discrètement des chats ou des chiens errants, qu'il attache soigneusement dans des granges abandonnées avant de les pendre à l'aide de fil de fer,. La souffrance puis la mort des animaux lui procurent une jouissance sexuelle intense, qu'il continuera de rechercher des années plus tard lors de ses opérations meurtrières. C'est également à l'adolescence qu'il développe une autre fascination pour le fétichisme : il dérobe les sous-vêtements de sa mère, les porte en secret et se met parfois en scène avec eux. En 2005, après son arrestation, la police a découvert des photographies que Rader conservait depuis cette époque : on le voit habillé de vêtements féminins, ligoté et pendu. Le meurtrier avouera lors de ses interrogatoires que la privation d'oxygène et le bondage, associés à la masturbation, lui permettaient de décupler son excitation.
L'année de ses quinze ans, un événement lui confère brièvement une petite notoriété auprès des habitants de Park City. Alors qu'il descend en canoë la rivière Arkansas, dont le niveau est très haut après des pluies torrentielles, il sauve d'une mort certaine un camarade plus jeune que lui grâce à son sang-froid et son aptitude à diriger la petite embarcation déstabilisée par un courant très fort. Aux yeux des témoins de l'incident, il est considéré comme un héros. Pourtant, le jeune Rader s'isole de plus en plus : il ne participe plus beaucoup aux activités sportives avec les autres adolescents de son âge et ne s'inscrit à aucun club associatif, préférant la solitude de sa chambre. Ses résultats scolaires déclinent. Il ne parle jamais de ses fantasmes à personne et continue probablement de torturer occasionnellement des animaux pour assouvir ses pulsions. À dix-huit ans, il affirme avoir espionné une femme par la fenêtre, avant de lui voler une culotte.

### Double personnalité invisible
Dennis Rader sort diplômé du lycée Heights de Wichita en 1963. Décidé à maintenir la tradition militaire de la famille, même si elle ne l'attire pas réellement, il s'engage dans l'US Air Force à Kansas City en juin 1966, au terme d'une année passée à l'université Wesleyan de Salina. Après un mois d'entraînement sur la base Lackland Air Force de San Antonio, il rejoint la base Sheppard Air Force de Wichita Falls, dans le nord du Texas, comme mécanicien et électrotechnicien. Toute l'année 1967, il est affecté sur la base américaine de Mobile dans l'Alabama. De janvier à juillet 1968, il sert sur la base Kadena d'Okinawa, au Japon, et termine sa carrière à Tachikawa, près de Tokyo. Plusieurs sources confirment qu'il fait également de longues escales en Grèce, en Turquie et en Corée du Sud pendant ses quatre années de service,.

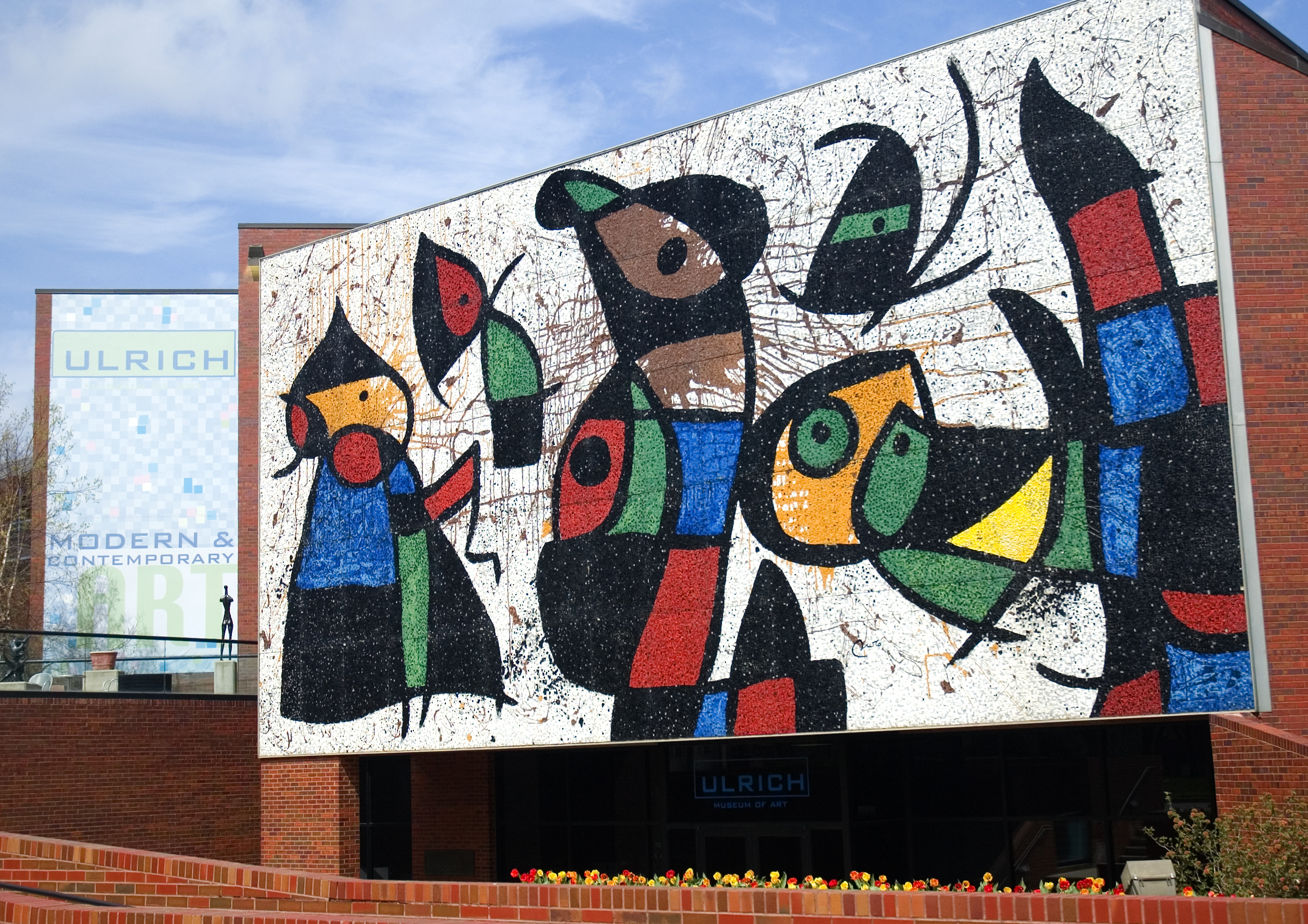
Après quatre années passées dans l'US Air Force, Dennis Rader reprend ses études et suit même des cours de criminologie à l'Université de Wichita.

Les informations sur cette époque sont fragmentaires ou inexistantes. On sait qu'il continue à réaliser, dans le plus grand secret, des dessins de femmes nues et ligotées pour assouvir ses fantasmes. Il détruit ces dessins à chaque changement de base, et recommence quand ses pulsions reviennent,. Sur son temps libre, il a probablement des relations avec des prostituées dans les bordels que fréquentent les soldats américains. Peut-être explore-t-il aussi davantage les techniques japonaises ancestrales de bondage (hojōjutsu). En revanche, rien ne permet d'affirmer qu'il commet un premier crime pendant ces années passées à l'étranger.
Rader quitte l'armée en août 1970 et revient vivre quelque temps avec ses parents, à Park City, avant de s'installer dans une petite maison toute proche. Croyant fervent et pratiquant, il fréquente régulièrement l'église luthérienne du Christ de Wichita (Christ Lutheran Church), où il rencontre Paula E. Dietz (1948), une secrétaire médicale de vingt-deux ans et membre de la chorale, qu'il épouse le 22 mai 1971. Grâce aux relations de sa mère, il travaille dans un supermarché IGA de Wichita jusqu'en juillet 1973, avant de reprendre ses études supérieures et d'obtenir un diplôme d'électrotechnicien. Sans emploi, il s'inscrit comme étudiant à temps-partiel à l'université d'État de Wichita, où il suit des cours de criminologie,. Il obtient son diplôme en 1980, alors qu'il a déjà tué plusieurs fois.
Dès la fin de l'année 1973, Dennis Rader se met à suivre discrètement des femmes dans la rue. Comme beaucoup d'autres tueurs en série psychopathes, sa vie fantasmatique et secrète prend progressivement le pas sur sa vie réelle, sans que jamais quiconque ne puisse le remarquer. Au regard de son épouse et du reste de sa famille, il apparaît comme un jeune homme ordinaire, désireux de fonder une famille et d'obtenir un emploi stable. A-t-il réellement payé des prostituées pour assouvir ses fantasmes de bondage et de servitude à cette époque, comme il l'écrira plus tard ? Les policiers n'ont aucune preuve et mettent en doute cette version des faits. En revanche, il semble avéré qu'il tente une première fois d'enlever une femme sur le parking d'un centre commercial de Wichita, sans succès,. Quelque temps plus tard, il repère une jeune femme rousse dans la rue, l'observe pendant plusieurs jours, note ses horaires de travail, son adresse, ses habitudes. Il creuse même sa future tombe dans une prairie voisine, pour faire disparaître son corps aussitôt après le meurtre. Il parvient à s'introduire dans son appartement, s'empare d'objets personnels (dont un permis de conduire), patiente longuement mais finit par quitter les lieux avant le retour de sa « proie », pour ne pas éveiller les soupçons de sa femme qui l'attend,.

### Les premiers meurtres

#### La famille Otero (janvier 1974)
Originaire de Porto Rico, la famille Otero s'installe au 803 North Edgemoor Street, à Wichita, neuf semaines avant le drame. Par hasard, Dennis Rader repère d'abord la mère, Julie Otero, et sa plus jeune fille, Joséphine, alors qu'il conduit son épouse au travail, en décembre 1973. Pendant presque un mois, il épie discrètement la vie de la famille : les horaires de travail, les absences du père ou de la mère, les itinéraires des enfants vers l'école, les entrées ou sorties de la maison. Tous les détails sont consignés dans un petit carnet qu'il cache soigneusement dans un tiroir de son bureau. Il choisit également un nom de code à son opération meurtrière : le « Projet Little Mex » (PJ Little-Mex), pour désigner la petite fille, d'origine hispanique, sur laquelle il fantasme désormais,.

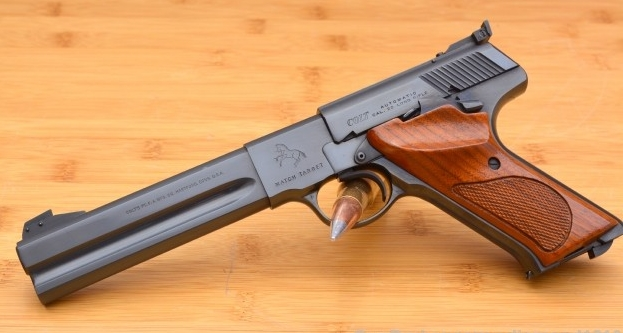
En janvier 1974, Dennis Rader parvient à soumettre toute la famille Otero grâce à une arme comme celle-ci (un Colt Woodsman .22 Long Rifle).

Le 15 janvier 1974, Dennis Rader quitte son domicile vers 8 h du matin et se dirige vers le parking d'un centre commercial, où il laisse sa voiture personnelle avant d'en voler une autre. Une grosse parka dissimule les différents éléments de son « kit d'intervention » (hit kit) : deux pistolets (dont un Colt Woodsman), deux couteaux, des cordelettes (parfois pré-nouées), du ruban adhésif et des sacs en plastique,. À 8 h 30, il pénètre dans la propriété des Otero, sectionne la ligne téléphonique et marche doucement vers la porte qui donne sur le jardin. Convaincu que la mère et la fille sont seules à cette heure, il patiente d'abord dans le froid puis aperçoit le petit Joseph Jr., neuf ans, qui sort promener le chien : Rader le menace de son revolver pour le faire rentrer et le suit jusqu'à la cuisine, où il découvre que le père, Joseph, un ancien militaire, est toujours présent, attablé devant son petit-déjeuner avec son épouse et sa plus jeune fille. Il ordonne à tous les membres de la famille de se coucher sur le sol, en se faisant d'abord passer pour un cambrioleur recherché par la police. Il ligote le père en premier, celui qu'il juge le plus dangereux, puis la mère et ses enfants, avant de tous les conduire dans la chambre à coucher des parents. Avec un sac plastique, Rader tente d'étouffer Joseph Otero, qui se débat et parvient même à le déchirer avec ses dents. Un autre sac plastique et un t-shirt ont finalement raison de sa résistance : il meurt asphyxié quelques minutes plus tard. Les enfants se mettent à hurler, ce qui oblige Rader à abréger sa mise à mort : il étrangle Julie Otero avec une cordelette puis étouffe le petit garçon. Joséphine est sa cible principale : il l'emmène dans la cave, ligote ses chevilles et la pend à un tuyau d’égout. Alors qu'elle agonise, il lui retire son pantalon et sa culotte, puis se masturbe devant elle,. Avant de quitter les lieux par la porte principale, Rader fouille toutes les pièces, à la recherche d'objets qu'il pourrait emporter : il s'empare de la montre de Joseph Otero et d'un poste de radio. On sait qu'il retourne dans la maison peu après pour récupérer un couteau oublié, probablement dans la chambre à coucher.
L'horreur des faits et la médiatisation de l'enquête provoquent une onde de choc considérable dans Wichita et le reste du pays. La police n'a aucune piste sérieuse et Dennis Rader n'est pas inquiété ni suspecté. En février 1974, il commence la rédaction d'un récit intitulé « La mort, un matin glacial de janvier » (Death on a Cold January Morning), écrit à la machine à écrire, dans lequel il raconte en détail (et avec des dessins) l'assassinat de la famille Otero,,.

#### Kathryn Bright (avril 1974)
Dennis Rader repère une nouvelle « proie » en mars 1974 : Kathryn D. Bright, une jeune femme blonde de vingt et un ans, ouvrière, célibataire et locataire d'une petite maison au 3217 East 13th Street North à Wichita. Comme pour la famille Otero, il assigne un nom de code secret à sa future opération, « Projet lumières éteintes » (Project lights out), et espionne discrètement les allées et venues de sa cible, pendant des heures, devant son domicile et dans la rue. Pour ne pas lancer les policiers sur la piste d'un tueur en série, il décide également de changer de mode opératoire, en utilisant une nouvelle arme (un .357 Magnum) et tout ce qu'il trouvera dans la maison pour ligoter et étrangler sa victime.
Le 4 avril 1974, Rader se présente au domicile de Kathryn Bright habillé comme un étudiant de l'université voisine, pantalon vert, chaussures en daim, parka et bonnet, espérant ainsi pénétrer plus facilement chez elle, sans attirer les soupçons du voisinage. La jeune femme absente, il force la porte arrière de la maison et se cache dans la penderie de sa chambre, décidé à attendre son retour en respirant l'odeur de ses vêtements. Plusieurs heures s'écoulent avant que Kathryn Bright ne rentre à son domicile, accompagnée de son frère Kevin, au moment même où Rader s'apprête à quitter les lieux. Arme au poing, le tueur se présente à nouveau comme un cambrioleur recherché par la police, puis ordonne à Kevin de ligoter sa sœur avec un bandana. Exaspéré par cette présence masculine inattendue, Rader s'occupe d'abord du jeune garçon dans une chambre séparée, le ligote difficilement puis tente de l'étrangler avec un bas. Devant sa résistance acharnée, il lui tire deux balles à bout portant, dont une au niveau de la mâchoire. Dans l'autre chambre, il commence à étrangler lentement Kathryn avec un autre bas mais Kevin, le visage en sang, reprend connaissance et se jette sur lui. Rader lui tire à nouveau une balle dans la tête et comprend que son opération est vouée à l'échec. Il utilise alors un couteau pour achever Kathryn et la frappe onze fois, à l'abdomen et dans le dos, avant de s'enfuir. Malgré ses nombreuses blessures, Kevin parvient à sortir de la maison et prévenir les secours. Kathryn est transportée à l'hôpital de Wichita encore consciente, mais elle succombe quelques heures plus tard.
Craignant d'être arrêté, Rader cache l'ensemble de ses armes dans la cave de ses parents et brûle ses mocassins ensanglantés. Au même moment, Kevin Bright trouve la force de décrire l'assassin de sa sœur aux policiers qui débutent aussitôt une longue enquête, au cours de laquelle ils interrogent près de huit-cents hommes blancs de Wichita, sans succès. Au cours de cette période, jamais Dennis Rader n'est suspecté ou convoqué par les enquêteurs.

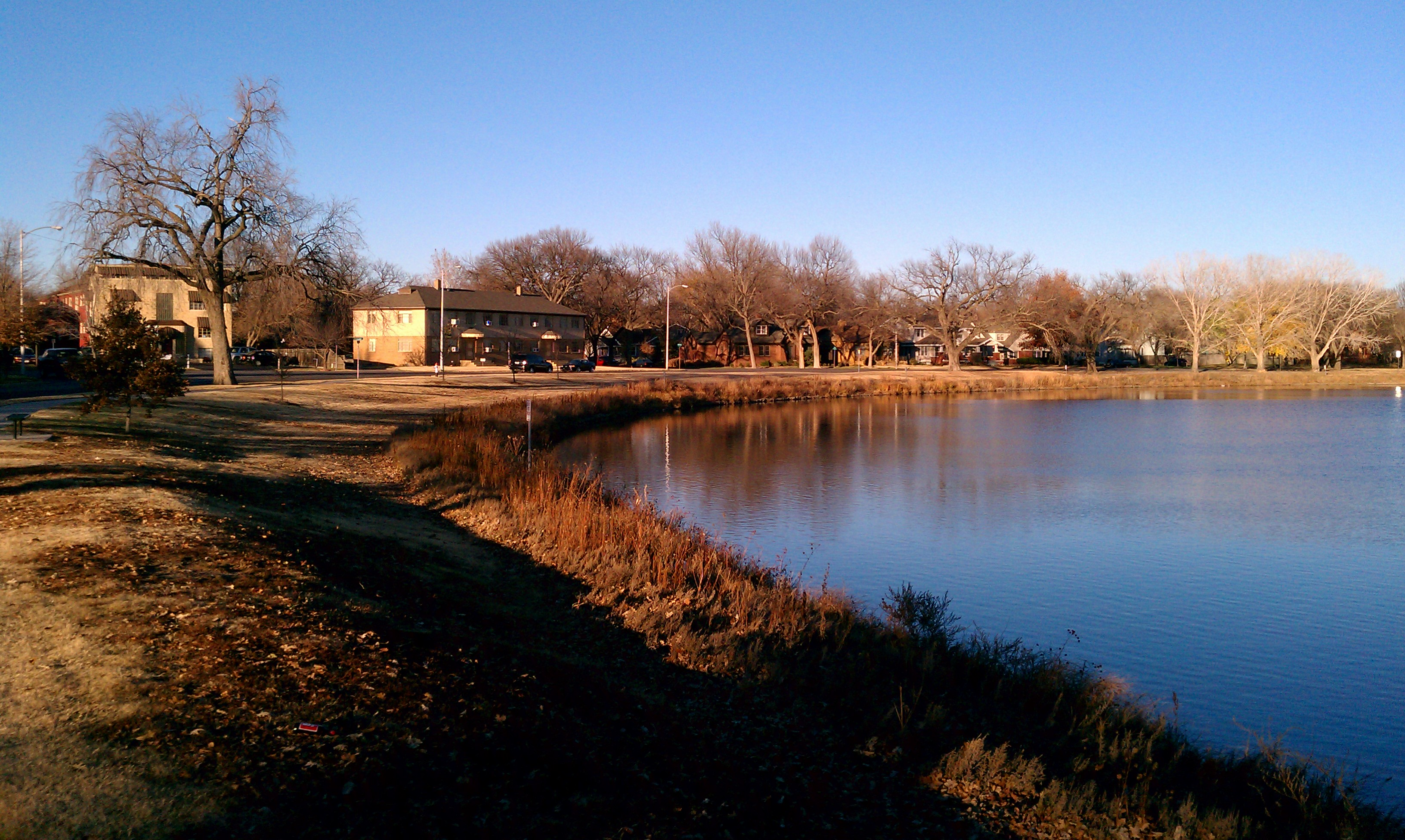
En octobre 1974, Dennis Rader devient BTK à la suite de l'arrestation, dans le Riverside Park de Wichita, d'un déséquilibré qui affirme être le tueur de la famille Otero.

### Naissance de BTK
Alors qu'il est toujours au chômage, dans le secret de son bureau, Dennis Rader compile tous les articles des journaux qui évoquent ses crimes. Il rédige des notes et commentaires, dessine des croquis précis et continue d'écrire ses « mémoires », la chronologie détaillée de tous ses meurtres. En octobre 1974, la police arrête Gary Sebring, un déséquilibré qui vient de se livrer à des actes zoophiles et agresseur reconnu d'une petite fille dans un parc,. Lors de son interrogatoire, l'homme avoue le meurtre de la famille Otero et livre le nom de deux complices présumés (en réalité, des déséquilibrés comme lui). Le 18 octobre, l'information fait la une du Wichita Eagle, le plus grand quotidien de la ville. Quatre jours plus tard, le directeur de la rédaction du journal, Don Granger, reçoit un appel téléphonique anonyme d'un homme qui affirme avoir déposé une lettre contenant toute la vérité, cachée entre les pages d'un livre de mécanique à la bibliothèque municipale de Wichita. Rader avouera après son arrestation être l'auteur de l'appel et de la lettre, excédé de voir ses crimes apporter la « gloire » à un usurpateur.
La lettre est découverte quelques heures plus tard par l'inspecteur Bernie Drowatzky, de la police de Wichita. Elle est tapée à la machine à écrire, sur un simple papier blanc ; l'écriture est hésitante, le texte rempli de fautes d'orthographe et de syntaxe. Les premières lignes revendiquent l'assassinat de la famille Otero et cherchent à discréditer les aveux des trois prétendus coupables :
« I write this letter to you for the sake of the tax payer as well as your time. Those three dude you have in custody are just talking to get publicity for the Otero murders. They know nothing at all. I did it by myself and with no ones help. There has been no talk either. Let's put this straight... »
« Je vous écris cette lettre pour vous faire économiser l'argent des contribuables et votre temps. Les trois types que vous avez arrêtés ne parlent que pour tenir le devant de la scène grâce au meurtre des Otero. Ils ne savent rien du tout. Je l'ai fait moi-même, sans aide et sans discussion. Mettons ça au clair ... »
Suivent les détails extrêmement précis du positionnement des corps de la famille Otero dans les différentes pièces de la maison, leurs vêtements, la façon dont ils ont été tués et les objets volés (la radio et la montre du père). Pour les policiers qui découvrent la lettre, il ne fait aucun doute qu'elle provient du véritable tueur car la plupart des détails sont inconnus des journalistes et même de certains enquêteurs. La suite ressemble à une confession : Rader écrit qu'il n'est pas responsable de ses actes, qu'il agit sous la pression d'un « monstre » à l'intérieur de lui (« I can't stop it so the monster goes on ») et que d'autres femmes en seront les victimes innocentes. Après avoir souhaité bonne chance aux policiers pour leur enquête (« Good luck hunting »), Rader écrit un post-scriptum passé à la postérité :
« P.S. Since sex criminals do not change their M.O. or by nature cannot do so, I will not change mine. The code words for me will be... Bind them, torture them, kill them, B.T.K., you see he at it again. They will be on the next victim. »
« P.-S. : puisque les tueurs sexuels ne changent pas leur mode opératoire ou ne peuvent pas le faire par nature, je ne changerai pas le mien. Mes mots de code seront ... les ligoter, les torturer, les tuer, B.T.K., vous voyez, il est à nouveau en moi. Ils seront sur la prochaine victime. »
Dans les jours qui suivent, les policiers décident de lancer un appel au mystérieux BTK, par le biais d'une petite annonce dans le Wichita Eagle. Don Granger offre même son aide personnelle au tueur en lui proposant de l'appeler chez lui, sur son numéro privé. On ne sait pas si Dennis Rader voit ces petites annonces. En tous les cas, la police ne reçoit aucune réponse de sa part. En novembre 1974, il est engagé par l'entreprise ADT Security Services de Wichita, spécialisée dans la pose et la gestion d'alarmes pour particuliers, un marché en constante progression depuis les meurtres sauvages commis en début d'année.

### Une nouvelle série de meurtres

#### Shirley Vian (mars 1977)
Durant les deux années qui suivent le meurtre de Kathryn Bright, la population de Wichita n'entend plus parler de BTK. Avec la naissance de Brian, le 27 juillet 1975, Dennis Rader devient père pour la première fois. Ses obligations familiales et son nouveau travail accaparent l'essentiel de son temps, même s'il ne s'arrête pas de traquer d'éventuelles futures victimes, sans jamais passer à l'acte. Au début de l'année 1977, il remarque la jeune serveuse blonde d'un bar qu'il fréquente, le Black Out — nom de code qu'il choisira pour cette nouvelle opération meurtrière. Discrètement, pendant plusieurs jours, il l'épie, la suit jusque chez elle, observe ses habitudes et son quotidien. Shirley Vian est une mère célibataire de trois enfants en bas âge, que Rader va questionner innocemment en se faisant passer pour un inspecteur de police.
Le 17 mars 1977, Dennis Rader sonne à la porte de la petite maison de Shirley Vian, vêtu d'une veste de tweed et portant un attaché-case qui renferme son « kit d'intervention ». Il menace d'abord les enfants avec son arme, ferme les stores et se fait passer pour un cambrioleur, selon son habitude. Au prétexte de sécuriser sa fuite, il enferme les trois enfants dans la salle de bain et constate que la mère de famille est malade, en proie à des nausées. Seul avec sa victime, il la déshabille avant de l'attacher au cadre de son lit avec des bas nylon et une cordelette. Il l’étouffe ensuite progressivement avec un sac en plastique et la ceinture de sa robe de chambre rose, avant de se masturber sur sa culotte pendant son agonie,. Les cris des enfants et d'incessantes sonneries de téléphone obligent Rader à écourter sa présence dans la maison. Il en ressort furieux d'avoir été dérangé, retourne à son travail puis à l'université, pour suivre ses cours de criminologie.
L'enquête ne conclut pas immédiatement à un nouveau crime de BTK car, à la différence du meurtre des Otero, les enfants ont été épargnés. Les policiers ne pensent pas, à ce moment, qu'un tueur en série est capable de changer de modus operandi et réfutent même parfois son existence réelle,. De nouveau, il n'y a aucun témoin direct, en dehors des enfants dont les descriptions du tueur sont contradictoires. Une cinquantaine de personnes sont interrogées dans le quartier, sans succès. Rader n'est pas inquiété et continue la rédaction secrète de ses mémoires, agrémentées de poèmes macabres. Son épouse Paula découvre par hasard ces terrifiants récits mais croit son mari lorsqu'il affirme qu'il s'agit de notes universitaires prises lors d'un cours de criminologie consacré au célèbre tueur de Wichita,.

#### Nancy Fox (décembre 1977)

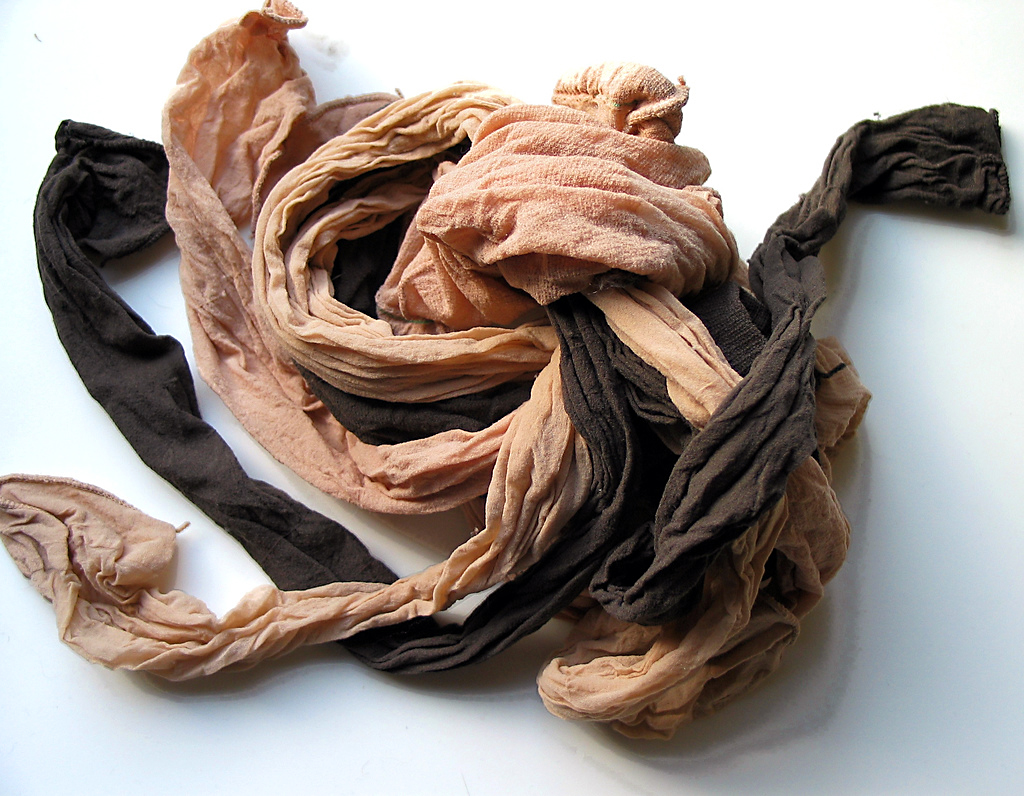
Fétichiste, Dennis Rader utilise presque toujours des bas ou des collants pour ligoter ou étrangler ses victimes.

La même année 1977, Dennis Rader se met à suivre Nancy Fox, une jeune serveuse remarquée dans un bar de Wichita, le Seven Seventies. Fidèle à son habitude, il épie méticuleusement la vie de sa nouvelle proie, fouille sa boîte aux lettres et s'introduit même dans sa maison pour lui voler des sous-vêtements. Rader assigne un nouveau nom de code à sa future opération meurtrière : « Projet queue de renard » (PJ Fox Tail), en référence à la chevelure rousse de Nancy Fox et à son nom (en anglais, Fox signifie renard).
Le matin du 8 décembre 1977, Rader prévient son épouse qu'il rentrera plus tard qu'à l'ordinaire après son travail, prétextant un passage à la bibliothèque universitaire dans le cadre de ses études de criminologie. Vers 20 h, muni de son « kit d'intervention », il gare sa voiture à quelques rues du domicile de Nancy Fox, se rend à pieds jusqu'au 843 South Pershing Street, coupe les fils téléphoniques et s'introduit dans la maison de sa victime par la porte arrière. Il décide de l'attendre caché dans la penderie de sa chambre. Nancy Fox rentre chez elle vers 21 h, seule. Cette fois, Rader n'utilise pas d'arme à feu pour neutraliser sa victime : il surgit sur elle et lui expose ses volontés de la ligoter, de la violer puis de prendre des photos. Peut-être lui a-t-il promis la vie sauve. Résignée, Nancy Fox se couche sur le lit puis se laisse menotter et attacher par son agresseur. Rader retire sa culotte, ligote ses chevilles et l'asphyxie progressivement avec une ceinture qu'il serre et desserre pour la laisser agoniser. Une fois morte, Nancy Fox est ligotée aux chevilles et aux poignets avec des collants de différentes couleurs. Rader se masturbe dans un déshabillé de sa victime puis s'empare de plusieurs sous-vêtements et bijoux. Il est probable qu'il ait pris des photographies du corps avant de s'enfuir.
Le lendemain matin, exaspéré de constater que la presse ne se fait pas l'écho de son meurtre, Dennis Rader décide de contacter la police. Il se rend dans un centre commercial avec sa camionnette de travail et appelle les urgences depuis une cabine téléphonique pour signaler l'adresse du meurtre et le nom de la victime. Malgré la présence de plusieurs témoins, le tueur parvient à quitter les lieux sans être reconnu. Après son arrestation, BTK reconnaîtra que cet appel était une erreur, liée à sa volonté de célébrité.
Sur la scène de crime, les enquêteurs relèvent des traces de sperme sur la chemise de nuit dans laquelle Rader s'est masturbé. Envoyés dans les laboratoires du Bureau d'Investigation du Kansas, à Topeka, les échantillons ne donnent aucun résultat concret, les analyses révélant des caractéristiques très communes.

### Les autres meurtres
En avril 1985, il enlève puis assassine Marine Hedge, cinquante-trois ans. En septembre 1986, il étrangle Vicki Wegerle, vingt-huit ans, alors que son fils de deux ans est présent. À partir de 1989, il travaille pour le bureau du recensement de son État. En janvier 1991, il enlève puis assassine Dolores Davis, soixante-deux ans. À partir de 1991, il travaille pour la mairie de Park City dont il sera licencié seulement en mars 2005, du fait de son arrestation.

### Arrestation et procès
En mars 2004, après qu'un journal publie un article sur les meurtres de BTK, Rader recommence à envoyer des lettres, accompagnées d'effets ayant appartenu à certaines de ses victimes. À partir de juillet 2004, il laisse à l'attention de la police des paquets contenant des objets (photos, permis de conduire, etc.). Mais Rader commet une erreur : dans une de ses lettres à la police, il envoie une disquette écrite depuis un ordinateur de son église dont il est un membre influent. Les policiers tracent les métadonnées de la disquette et remontent à Rader qui est arrêté le 25 février 2005. En août 2005, il est reconnu coupable des meurtres de dix personnes, pour lesquels il plaide coupable. Il n'est pas condamné à la peine capitale car ses crimes ont eu lieu avant 1994, année où la peine de mort a été restaurée au Kansas. Cependant, il est condamné à dix peines de prison à perpétuité. Il est habilité à demander une mise en liberté conditionnelle à partir du 26 février 2180.

### Vie privée
Dennis Rader et sa famille vécurent dans une petite maison de trois chambres construite en 1954 au 6220 Independence Street à Park City, non loin de l'église luthérienne qu'il fréquentait assidûment. Après l'arrestation du tueur, la famille déménage et la maison est mise aux enchères le 11 juillet 2005. Elle est d'abord acquise par un propriétaire de club de danse de Wichita au prix de 90 000 dollars, dépassant ainsi largement l'estimation initiale (environ 56 000 dollars) mais la vente est bloquée peu après pour des raisons administratives. Un donateur anonyme offre alors 60 000 dollars à la municipalité de Park City pour l'achat de la maison,. Devant l'afflux de touristes et de curieux, suscitant l'indignation des habitants du quartier, la maison est finalement rasée en mars 2007 par la municipalité.

## Victimes
| Nom de la victime | Sexe  | Âge    | Date du meurtre   | Localisation                                                                                                 | Cause du décès        | Arme utilisée    |
| ----------------- | ----- | ------ | ----------------- | --- | --------------------- | ---------------- |
| Joseph Otero      | Homme | 38 ans | 15 janvier 1974   | 803 North Edgemoor Street, Wichita (Kansas)                                                                  | Étouffement           | Sac en plastique |
| Julie Otero       | Femme | 33 ans | 15 janvier 1974   | 803 North Edgemoor Street, Wichita (Kansas)                                                                  | Strangulation         | Corde            |
| Joseph Otero Jr.  | Homme | 9 ans  | 15 janvier 1974   | 803 North Edgemoor Street, Wichita (Kansas)                                                                  | Étouffement           | Sac en plastique |
| Josephine Otero   | Femme | 11 ans | 15 janvier 1974   | 803 North Edgemoor Street, Wichita (Kansas)                                                                  | Pendaison             | Corde            |
| Kathryn D. Bright | Femme | 21 ans | 4 avril 1974      | 3217 East 13th Street North, Wichita (Kansas) Décédée à l'hôpital Wesley Medical Center de Wichita           | Blessures à l'abdomen | Couteau          |
| Shirley Vian      | Femme | 24 ans | 17 mars 1977      | 1311 South Hydraulic Street, Wichita (Kansas)                                                                | Strangulation         | Corde            |
| Nancy Fox         | Femme | 25 ans | 8 décembre 1977   | 843 South Pershing Street, Wichita (Kansas)                                                                  | Strangulation         | Ceinture         |
| Marine Hedge      | Femme | 53 ans | 27 avril 1985     | 6254 North Independence Street, Park City (Kansas) Le corps est retrouvé trois jours plus tard dans un fossé | Strangulation         | Mains            |
| Vicki Wegerle     | Femme | 28 ans | 16 septembre 1986 | 2404 West 13th Street North, Wichita (Kansas)                                                                | Strangulation         | Collants         |
| Dolores E. Davis  | Femme | 62 ans | 19 janvier 1991   | 6226 North Hillside Street, Wichita (Kansas)                                                                 | Strangulation         | Collants         |

Kevin Bright, frère de la cinquième victime, survit après qu'on lui a tiré dessus.

## Dans la culture populaire

### Cinéma
- 2005 : B.T.K. Killer de Ulli Lommel — rôle interprété par Gerard Griesbaum (BTK jeune) et Eric Gerleman (BTK âgé).
- 2008 : B.T.K de Michael Feifer — rôle interprété par Kane Hodder.
- 2014 : Couple modèle (A Good Mariage) de Peter Askin — Anthony LaPaglia interprète un personnage inspiré de BTK.
- 2018 : Killer Inside (The Clovehitch Killer) de Duncan Skiles — Dylan McDermott interprète un tueur en série aux méthodes largement inspirées de BTK, étant également père de famille et chef d'une section de jeunes scouts comme le fut Dennis Rader.

### Télévision

#### Téléfilm
- 2005 : The Hunt for the BTK Killer de Stephen Kay — rôle interprété par Gregg Henry.

#### Série TV
- 2005 : New York, unité spéciale, saison 6 épisode 4, un tueur en série se fait appeler RDK et s'inspire de BTK[80].
- 2006 : Esprits criminels, saison 1, épisode no 15, 20 ans après ... (Unfinished Business), de J. Miller Tobin : le personnage du "tueur de l'énigme" est inspiré de BTK
- La série The Fall, produite entre 2013 et 2016 suit l'enquête policière d'un tueur en série à Belfast. Bien que Dennis Rader ne soit pas cité dans la série, son histoire a très librement inspiré les scénaristes de la série.

- La série Mindhunter, produite par David Fincher et Charlize Theron est diffusée depuis 2017 sur Netflix. La série accorde une place importante mais mystérieuse à Dennis Rader, alias BTK.

La série est  adaptée des romans de John E. Douglas, ancien agent du FBI et profiler qui participa à l'enquête portant sur les crimes du tueur BTK dans les années 1980. Dès la première saison (2017), les scénaristes font apparaître au début ou à la fin des épisodes un mystérieux personnage, facilement assimilable à Dennis Rader par les traits de son visage, sa moustache et ses lunettes, sa corpulence et l'inscription « ADT » qui figure sur ses vêtements de travail (Rader fut employé dans la société ADT Security Services de Wichita de 1974 à 1988). Toutefois, l'acteur Sonny Valicenti, qui incarne ce personnage, est toujours crédité comme ADT Serviceman au générique de la série. 
Dans la deuxième saison (2019), les profilers du FBI commencent leur enquête sur BTK et l'un d'entre eux rencontre Kevin Bright, seule victime rescapée du tueur, dans une scène éprouvante qui déstabilise le policier.

### Littérature
- John Douglas et Mark Olshaker (trad. de l'anglais), Mindhunter : Dans la tête d'un profiler, Paris, Michel Lafon, 2017
- Stephen King (trad. de l'anglais), Nuit noire, étoiles mortes : nouvelles, Paris, Albin Michel, 2012. La nouvelle Bon Ménage s'inspire largement de l'histoire de Dennis Rader, bon père de famille irréprochable et tueur en série sadique.
- Stephen King (trad. de l'anglais), Mr. Mercedes, Paris, Albin Michel, 2015. Dennis Rader est évoqué dans le roman.

### Musique
- Angerfist, DJ hollandais de musique électronique Gabber, a composé une musique retraçant les méfaits du tueur dans son titre Strangle & Mutilate.
- Album Bind Torture Kill (2006) du groupe belge d'Électro-industriel Suicide Commando.
- Le groupe de brutal death metal Suffocation a un titre s'intitulant Bind Torture Kill.
- Le musicien Steven Wilson a écrit une chanson faisant référence à Rader. Celle-ci se trouve sur l'album Grace for Drowning et est intitulée Raider II.
- Le groupe de métal Dead Cowboy's Sluts a intitulé l'introduction de leur CD The Hand Of Death B.T.K..
- Sur l'album Blood In Blood Out du groupe de thrash metal Exodus figure la chanson BTK.
- Le premier titre de l'album Thy Kingdom Scum du groupe de doom metal Church of Misery s'intitule B.T.K. (Dennis Rader).
- L'artiste Penelope Scott (en) dans son titre Lotta True Crime fait référence à Dennis Rader.
- Le rappeur VII dans son titre BONDAGE fait référence à Dennis Rader

### Médiagraphie

##### Monographies
- (en) Robert Beattie, Nightmare in Wichita : The Hunt For The BTK Strangler, New York, New American Library, 2005, 364 p. (ISBN 978-0-451-21738-7).
- (en) John Douglas et Johnny Dodd, Inside the Mind of BTK : The true story behind the thirty-year hunt for the notorious Wichita serial killer, New York, Jossey Bass, 2008, 368 p. (ISBN 978-0-470-32515-5, présentation en ligne)
- Steven Goldstein, BTK, l'étrangleur de Wichita, Genève, Scènes de crime, 2008, 220 p. (ISBN 978-2-940349-40-1).
- (en) Katherine Ramsland, Confession of a serial killer : The untold story of Dennis Rader, The BTK killer, Lebanon, University Press of New England, 2016, 272 p. (ISBN 978-1-61168-841-2)
- (en) J.D. Rockfeller, The Reality behind the BTK killer : Dennis Rader, CreateSpace Independent Publishing Platform, 2016 (ISBN 978-1-5232-9222-6)
- (en) Stephen Singular, Unholy Messenger : The Life and Crimes of the BTK Serial Killer, New York, Gallery Books, 2010, 384 p. (ISBN 978-1-4516-0747-5).
- (en) Carlton Smith, The BTK Murders : Inside the "Bind Torture Kill" Case that Terrified America's Heartland, St. Martin's True Crime, 2006, 346 p. (ISBN 978-0-312-93905-2).
- (en) Roy Wenzi, Tim Potter, L. Kelly et Hurst Laviana, Bind, Torture, Kill : The Inside Story of BTK, the Serial Killer next door, New York, Harper, 2008, 400 p. (ISBN 978-0-06-137395-4)
- (en) Larry Welch, Beyond Cold Blood : The KBI from Ma Barker to BTK, Lawrence, University Press of Kansas, 2012, 396 p. (ISBN 978-0-7006-1885-9)

##### Témoignages
- (en) Marry Capps et Jim Dobkins, My boss was the BTK killer : I was the next victim, Phoenix, UCS Press, 2007, 224 p. (ISBN 978-0-943247-09-0)
- (en) Kerri Rawson, A Serial Killer's Daughter : My Story of Faith, love and overcoming, Nashville, Thomas Nelson Publishers, 2019, 336 p. (ISBN 978-1-4002-0175-4)Mémoires de la fille de Dennis Rader ; le livre a été référencé sur la New York Times Best Seller list.
- (en) Larry Welsh, Beyond Cold Blood : The KBI from Ma Barker to BTK, University Press of Kansas, 2014, 413 p. (ISBN 978-0700620166)

#### Documentaires
- « BTK, l'histoire d'un serial killer », Ces crimes qui ont choqué le monde, Numéro 23 et RMC Découverte, 2006.
- « BTK : sur la piste de l'étrangleur », Enquêtes criminelles : le magazine des faits divers, no 24, W9, 2009.
- (en) Marc D. Levitz, Feast of the Assumption: The Otero Family Murder ou I Survived BTK, 2010.
- « BTK, sur la piste du tueur », Portraits de criminels, RMC Story, 2018.
- (en) John Borowski, Serial Killer Culture, 2014.
- (en) Jeffrey Hirschfield, BTK: A Killer Among US, 2019.

#### Radio
- Jacques Pradel, L'Heure du crime, « Dennis Rader, le « BTK » Killer », RTL, 4 juin 2012.
- Christophe Hondelatte, Hondelatte raconte, « BTK : l'insaisissable », Europe 1, 12 mai 2017.